# Kawabeia nigricolor
Kawabeia nigricolor is een vlinder uit de familie van de bladrollers (Tortricidae). De wetenschappelijke naam van de soort werd in 1980 gepubliceerd door Yasuda & Kawabe.